# غرباء الشام (ارتش آزاد)
غرباء الشام گروهی از جنگجویان سوری است که در طی جنگ داخلی سوریه به طرفداری از سوریه مبارزه می‌کنند. این گروه در ابتدای تشکیل‌اش ۲۰۰۰ نفر جنگجو داشت ولی از می ۲۰۱۳ که وارد نبر با گروه‌های بنیادگرا شد بیشتر اعضای آن متفرق شدند.